# كعيدنة (حجة)

تعديل مصدري - تعديل

كعيدنة هي مدينة ومركز مديرية كعيدنة بمحافظة حجة اليمنية، بلغ تعداد سكانها 2659 نسمة حسب الإحصاء الذي أجري عام 2004.